# Borlola River Bridge
Die Borlola River Bridge ist ein Verkehrsbauwerk in der westafrikanischen Republik Liberia. Das  einspurige Straßenüberführungsbauwerk befindet sich im Margibi Country, etwa 15 Kilometer östlich der Provinzhauptstadt Kakata.
Die Brücke dient zum Überqueren des Farmington River am Stadtrand der liberianischen Provinzstadt Borlola (auch Bolola).
  
Über diese bereits in den 1985er Jahren erbaute Brücke führt eine wirtschaftlich bedeutsame Straße, sie wurde ursprünglich für den Tropenholz-Transport benötigt und führt von den Gibi-Mountains (Hauptort Waung) westwärts zur zentralliberianischen Hauptstraße Monrovia–Kakakta–Ganta. Das Gebiet liegt am Nordrand der Firestone-Plantage, es wird durch ausgedehnte Kautschukplantagen genutzt.

Seit dem Bürgerkrieg, der jede Wartung der Brücke verhinderte, ist das Bauwerk stark verschlissen und wurde deshalb von der Regierung Ellen Johnson Sirleaf in einen Aktionsplan zur Infrastruktur-Verbesserung aufgelistet.